# Horti Maecenatis
Gli Horti Maecenatis erano giardini di proprietà del ricco Gaio Cilnio Mecenate (Arezzo, c. 68 a.C.–8 a.C.), potente consigliere ed amico dell'imperatore Augusto, situati a Roma sul colle Esquilino nella zona dell'antica Porta Esquilina, probabilmente a cavaliere delle Mura serviane. L'area corrisponde grossomodo all'angolo sud-occidentale dell'attuale piazza Vittorio Emanuele II. Confinavano (ad est) con gli Horti Lamiani, come riportato dalle fonti letterarie.

## Storia
Tra il 42 ed il 35 a.C. Mecenate realizzò i giardini e la sua villa sull'Esquilino bonificando l'area dell'antichissima necropoli che lo occupava, venendo per questo ricordato dal poeta Orazio per avere restituito ai luoghi "un tempo biancheggianti di ossa" la loro salubrità originaria. La bonifica consistette probabilmente in un interro di notevoli proporzioni, ma la memoria dell'antica destinazione funeraria del sito non volle forse essere cancellata del tutto dal potente amico di Augusto che in un settore specifico dei giardini collocò alcune pregevoli stele funerarie attiche.
Si tramanda che Mecenate sia stato il primo a costruire a Roma una piscina termale fornita di acqua calda, probabilmente da localizzare in questi giardini.
Gli horti divennero di proprietà imperiale dopo la morte di Mecenate ed il futuro imperatore Tiberio (14-37) vi soggiornò lungamente dopo il suo ritorno a Roma (2 d.C.) dall'esilio di Rodi.
Nerone li incorporò alla residenza del Palatino attraverso la Domus Transitoria e dall'alto di una torre situata al loro interno osservò probabilmente l'incendio di Roma del 64.
I giardini confinavano con le proprietà di Lucio Elio Lamia (Horti Lamiani), sebbene sia arduo conciliare le indicazioni topografiche fornite dagli autori antichi per determinare i loro esatti confini e la loro precisa collocazione. I topografi non sono concordi sul fatto che essi si estendessero su entrambi i lati dell'agger, a nord e a sud della Porta Esquilina. Il fatto, però, che numerosi puticuli (fosse comuni) dell'antica necropoli esquilina siano stati trovati presso l'angolo nord-occidentale di piazza Vittorio Emanuele II, che si trova fuori della Porta Esquilina e dell'agger e a nord della via Tiburtina vetus, induce a ritenere probabile che gli Horti Maecenatis si estendessero a nord della porta e della strada, su entrambi i versanti del rilevato difensivo di età repubblicana ormai in disuso.
Nel II secolo gli Horti Maecenatis divennero proprietà di Marco Cornelio Frontone (Cirta, 100 - Roma, 166), maestro di retorica e precettore di Marco Aurelio e Lucio Vero (sono probabilmente gli Horti Maecenatiani menzionati dal retore stesso in una sua epistola). Una fistula aquaria con il nome di Frontone fu trovata presso l'Auditorium di Mecenate, a breve distanza dal punto in cui la via Merulana moderna taglia il percorso delle Mura serviane.
L'unica testimonianza archeologica monumentale conservata della villa di Mecenate è costituita dal cosiddetto Auditorium di Mecenate, un triclinio estivo semi ipogeo decorato con pitture di giardino e arricchito con piccole sculture e fontanelle. Le pitture si datano all'epoca di Mecenate ed al primo decennio del I secolo, quando i giardini furono incorporati nel demanio imperiale.
È dubbio che la cosiddetta Casa Tonda, un sepolcro romano tardo repubblicano attestato sul percorso dell'antica via Labicana (oggi via Principe Eugenio) e ritenuto tradizionalmente la tomba di Mecenate, potesse rientrare nei confini di questi horti. Il monumento, di cui rimangono solo le fondamenta (non visibili) sull'angolo orientale di piazza Vittorio Emanuele II, fu abbattuto nel 1886, fra molte polemiche, in occasione dei lavori di sistemazione della piazza.
Le numerose opere d'arte ritrovate principalmente nelle aree delle scomparse villa Caserta e villa Palombara sul finire del XIX secolo (durante i lavori di edificazione del nuovo quartiere Esquilino) testimoniano il gusto collezionistico di Mecenate ed il lusso profuso negli arredi di questa residenza suburbana. Molte di esse si ritrovarono ridotte in frammenti riutilizzati come materiale edilizio all'interno di muri tardo-antichi, secondo una consuetudine ben attestata a Roma soprattutto sull'Esquilino.
Fra queste opere spiccano la fontana a forma di corno potorio (rhytón) firmata dall'artista greco Pontios, un raffinato rilievo con soggetto dionisiaco derivato da modelli ellenistici del II secolo a.C., la cosiddetta statua di Seneca morente, un rilievo con Menadi danzanti ispirato a modelli greci della fine del V secolo a.C., la testa di Amazzone copia di un originale datato V secolo a.C., la statua di Marsia in marmo pavonazzetto e una statua di cane in marmo verde (serpentino moschinato).
Molto significativa la presenza di un gruppo di Muse perfettamente inserite nel programma decorativo degli horti, che ben rispecchia le inclinazioni artistiche di Mecenate.
Il gruppo dell'Auriga dell'Esquilino, opera di notevole profilo artistico della prima età imperiale creata secondo lo stile del V secolo a.C., costituisce, assieme alla statua di Marsia, l'esempio di un fortunato recupero riassemblato con frammenti rinvenuti nella stessa area.
Altre opere rimarchevoli, che denotano un continuo richiamo alla civiltà artistica greca, sono rappresentate da un gruppo di stele funerarie di provenienza attica e da pregevoli copie di opere greche, quali la statua di Demetra o quella dell'Ercole combattente, da un originale della fine del IV secolo a.C.

### Gli scavi
(Rodolfo Lanciani, Bullettino della Commissione archeologica comunale di Roma, vol. 2, p. 137)
Inizia così la storia degli scavi degli Horti di Mecenate, con il ritrovamento del celebre Auditorium di Mecenate, ad oggi ancora l'unica testimonianza archeologica esistente della sontuosa residenza di Gaio Cilnio Mecenate.
L'edificio si presentava come una grande aula chiusa da un'abside, nello spazio della quale s'inseriva una piccola cavea formata da gradini disposti concentricamente. La suggestione indotta dalla figura di Mecenate, la cui presenza nell'area era nota attraverso le fonti letterarie, portò gli archeologi ottocenteschi a riconoscere nell'edificio una sala per recitazioni: si tentò quindi di spiegare la particolare conformazione della zona absidale come spazio destinato al pubblico che assisteva alle rappresentazioni letterarie o musicali tenute nella sala.
In realtà la collocazione dell'aula, la presenza di sistemi di adduzione idrica e di un canaletto che correva al centro della sala, fanno ritenere l'edificio un triclinio frequentato prevalentemente nella stagione estiva, ben riparato dal sole e rinfrescato dallo scorrere delle acque sui gradini.
Altre strutture attribuibili al settore residenziale della villa furono rinvenute in quegli stessi anni nell'isolato XXIX del nuovo quartiere Esquilino, adiacente all'Auditorium, all'interno del quale le scoperte di ambienti e di opere si susseguirono dal 1876 al 1880.
La situazione archeologica della zona doveva essere estremamente complessa, considerato che i giornali di scavo segnalano la presenza di più livelli di edifici. Quelli situati più in alto, in opera laterizia, erano forse pertinenti ad un impianto termale databile, secondo il giudizio del noto archeologo Rodolfo Lanciani, al III secolo. Negli strati più profondi, invece, si trovavano strutture in opera reticolata, attribuibili alla fase edilizia dell'epoca di Mecenate.
Gli edifici posteriori, realizzati sugli estradossi delle volte degli ambienti più antichi, riutilizzarono come materiale da costruzione le sculture appartenenti presumibilmente all'apparato decorativo degli horti. Ne furono trovate parecchie tra cui la bellissima statua di Marsia in marmo pavonazzetto, la statua della musa Erato, la statua di cane proveniente dall'Egitto, una splendida statua di Demetra, ecc.
Oltre a queste opere Lanciani segnalò "diversi torsi di fauni e Veneri, un vaso da fiori lavorato nella forma di un puteale e ornato da tralci di edera e fiori; un altare rotto (...), la parte inferiore di un gruppo di un eroe e di una donna panneggiata; sette erme di Bacco indiano, di filosofi, di atleti...". Insieme alle sculture c'erano anche numerosi mosaici, tra cui quelli in opus vermiculatum montati su tegole, da utilizzare come emblemata centrali di preziosi pavimenti.
Un altro notevole nucleo edilizio, comprendente sia strutture in reticolato sia muri in laterizio, fu rinvenuto nel 1914 all'incrocio tra via Merulana e via Mecenate, durante i lavori per la ricostruzione del Teatro Politeama Brancaccio. Le notizie sono estremamente scarse, ma rimane una pianta dei ritrovamenti che illustra una situazione archeologica coerente e probabilmente attribuibile, almeno in parte, all'impianto originale di un settore degli horti.
Il ricco apparato decorativo degli horti si rinvenne ridotto in numerosi pezzi riutilizzati come materiale da costruzione all'interno di muri tardo antichi, secondo una consuetudine attestata soprattutto sull'Esquilino. Questo è uno dei motivi per cui ancora oggi non si è in grado di ricostruire per intero il programma scultoreo degli horti e l'originaria collocazione delle statue e degli elementi ornamentali che ne facevano parte.
Appare altresì evidente lo straordinario valore artistico e culturale delle opere, che denuncia gli interessi del padrone di casa. Nel repertorio spiccano alcune bellissime creazioni d'ispirazione greca: una fontana a forma di corno potorio (rhytón) firmata dall'artista greco Pontios, rinvenuta il 15 maggio 1875 in corrispondenza dell'angolo sud-occidentale di piazza Vittorio Emanuele II, un raffinatissimo rilievo con soggetto dionisiaco e ancora un gruppo di Muse di forte ispirazione greca.

## Galleria d'immagini

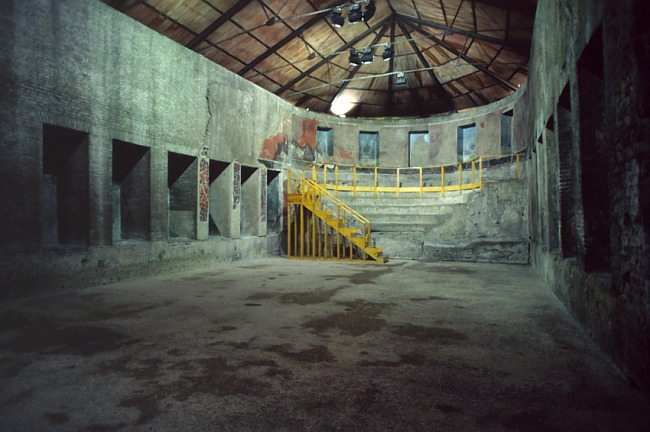
Interno dell'Auditorium di Mecenate
Planimetria dei resti attribuibili agli Horti Maecenatis trovati nel 1914 durante la costruzione del Teatro Brancaccio (da Gatti 1982)
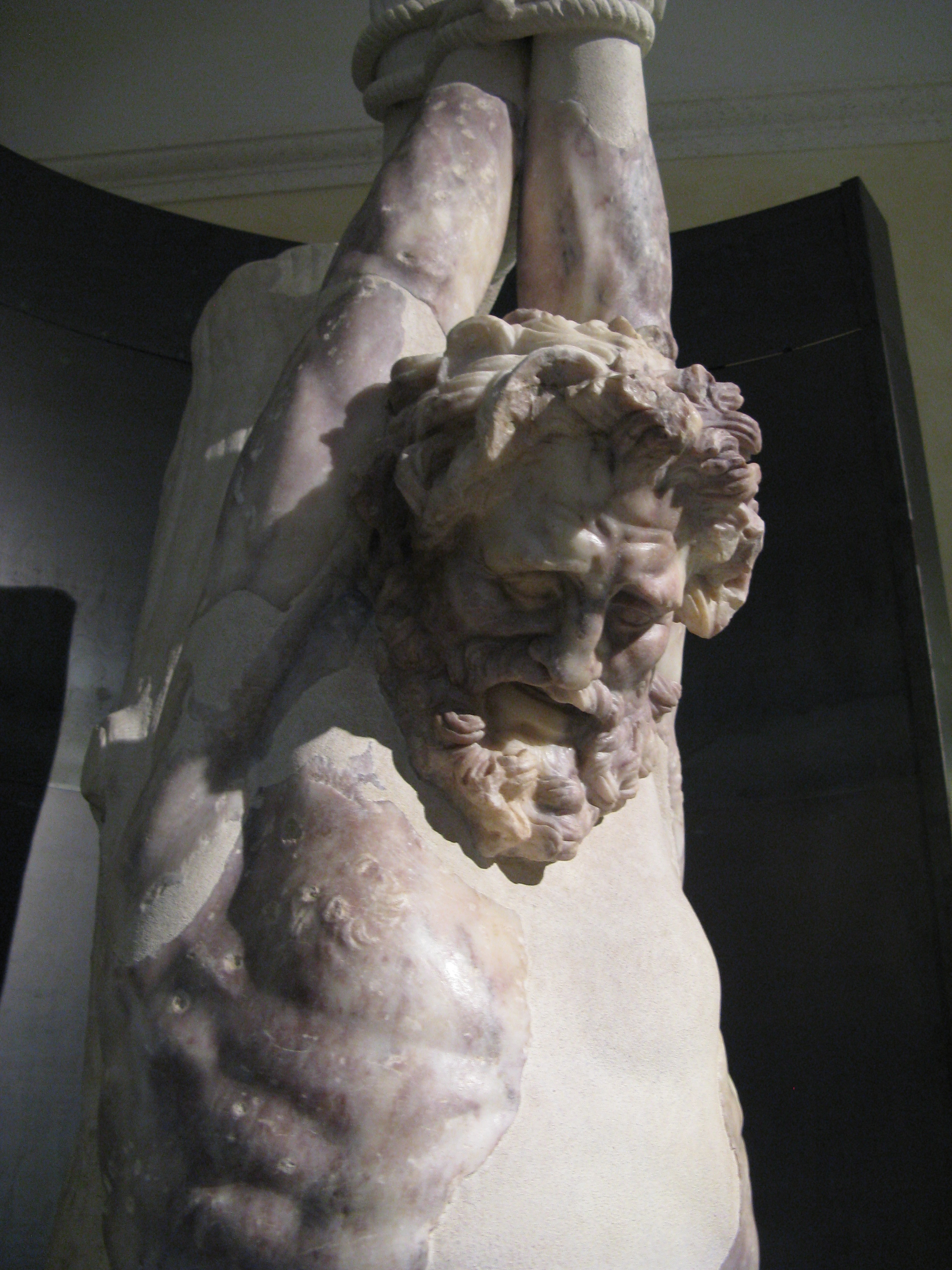
Statua di Marsia in marmo pavonazzetto, copia romana di originale greco del II secolo a.C. (Musei Capitolini, sala degli Orti di Mecenate)
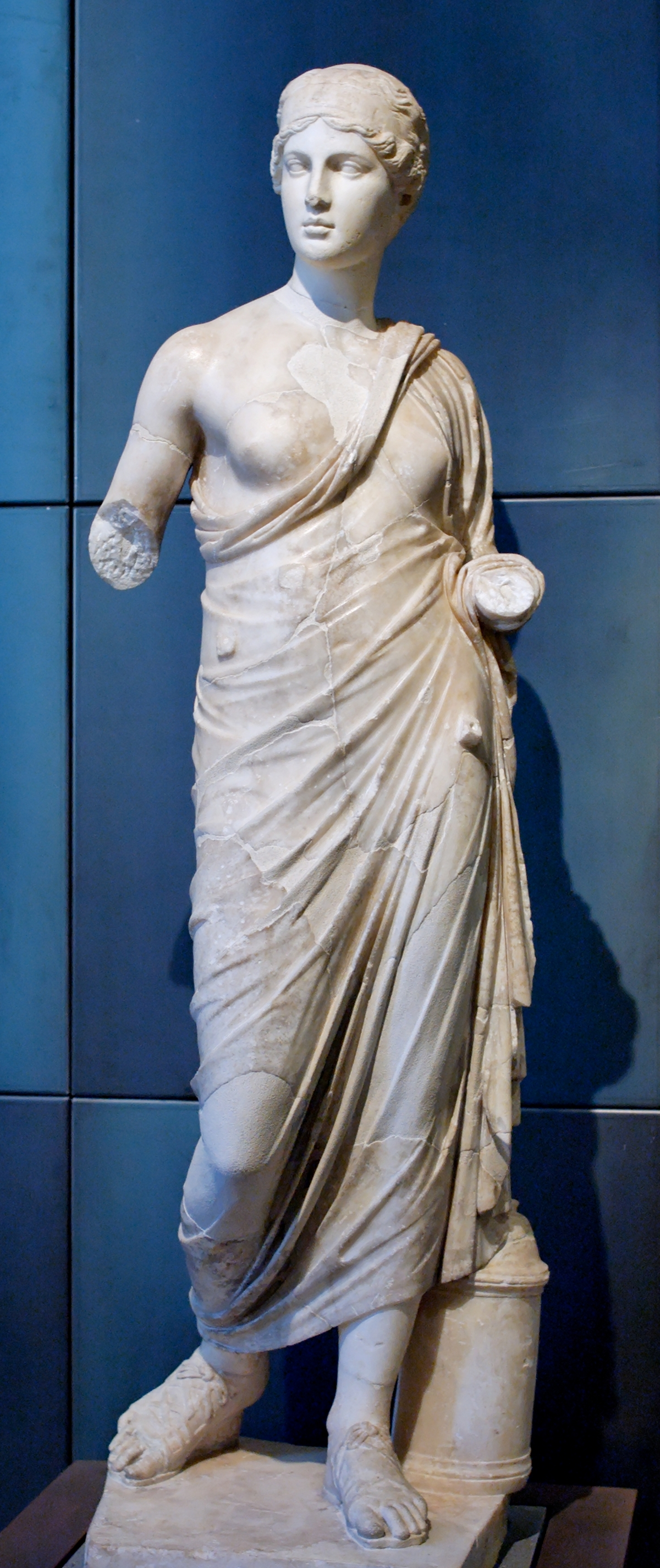
Statua di Igea trovata nel 1878 (Musei Capitolini, sala degli Orti di Mecenate, 290 a.C. circa)
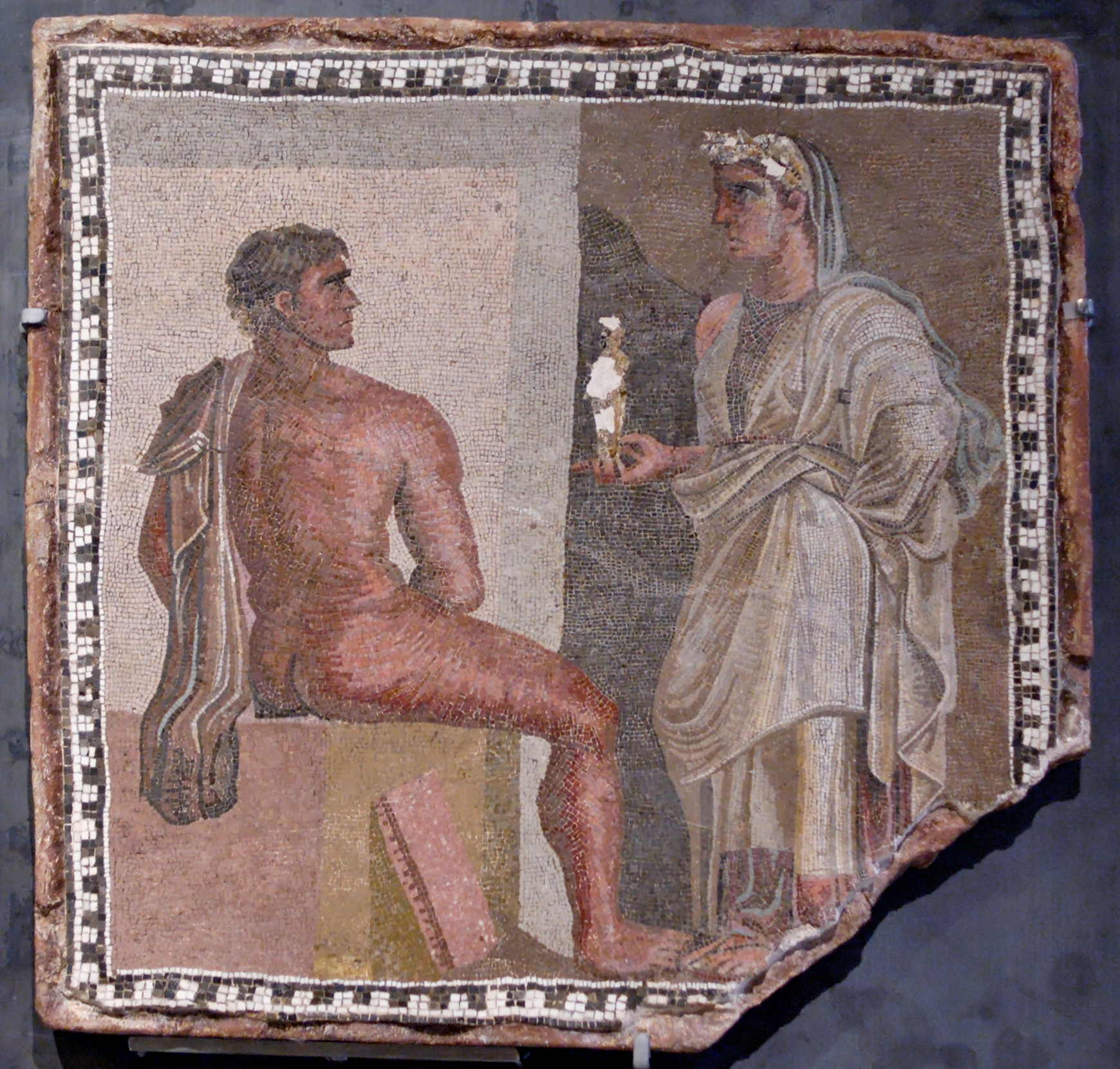
Mosaico con Oreste ed Ifigenia trovato nel 1876 (Musei Capitolini, sala degli Orti di Mecenate, II-III secolo)
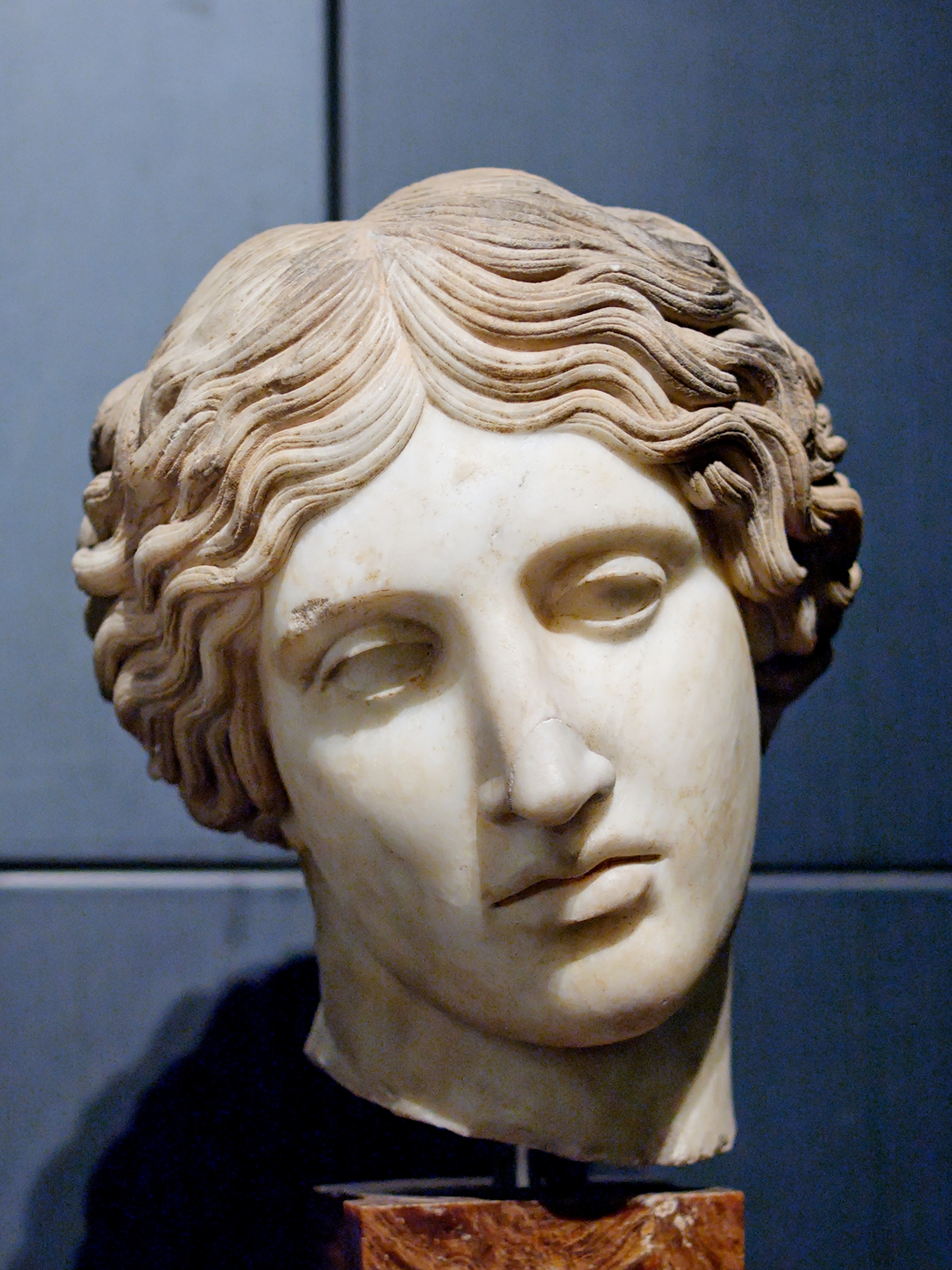
Testa di Amazzone trovata nel 1874, copia romana di originale greco del V secolo a.C. (Musei Capitolini, sala degli Orti di Mecenate)
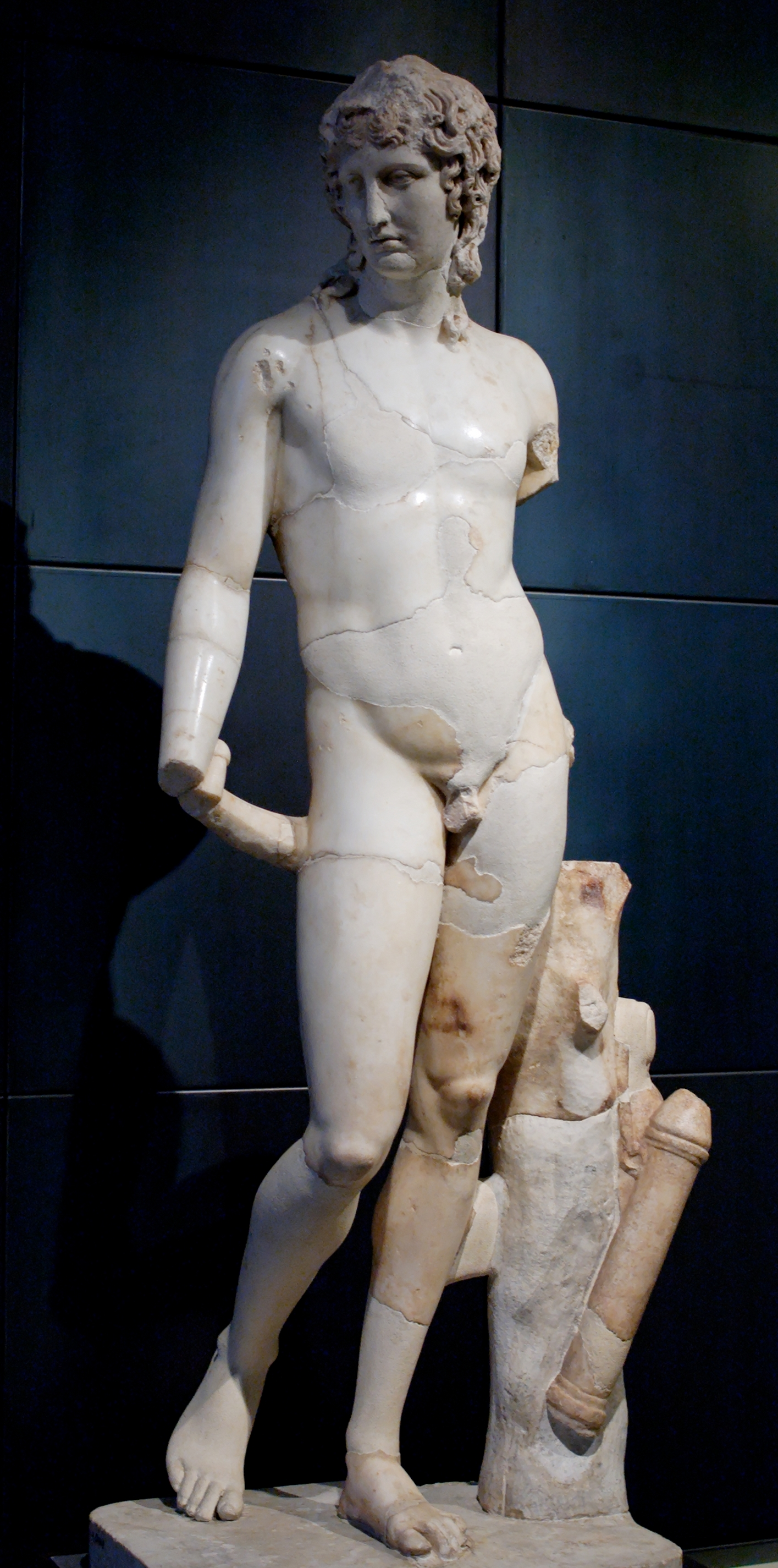
Statua di Eros tipo Centocelle trovata nel 1876 su via Merulana (Musei Capitolini, sala degli Orti di Mecenate, copia di età antonina da originale del IV secolo a.C.)
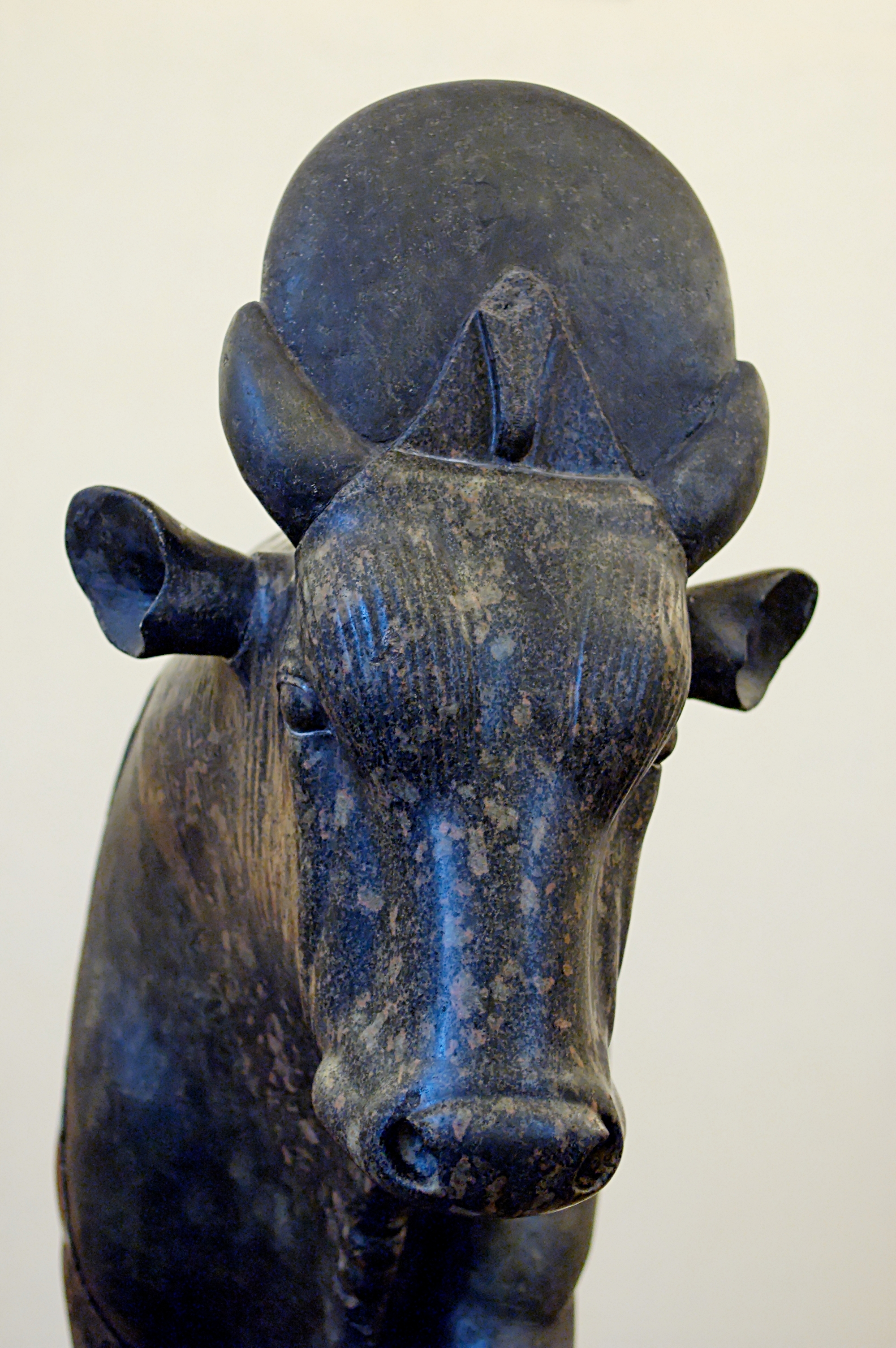
Il “torello Brancaccio” trovato nel 1886 presso il Palazzo omonimo, opera egiziana di età tolemaica (Palazzo Altemps, collezione Brancaccio, II secolo a.C.)